# Franck Kessié
Franck Kessié (ur. 19 grudnia 1996 w Ouragahio) – iworyjski piłkarz, występujący na pozycji pomocnika w saudyjskim klubie Al-Ahli oraz w reprezentacji Wybrzeża Kości Słoniowej. Zwycięzca Pucharu Narodów Afryki 2023.

## Kariera klubowa
Franck Kessié treningi rozpoczął w Stella Club d’Adjamé z Abidżanu, gdzie występował jako środkowy pomocnik lub obrońca. Na początku 2015 trafił do Atalanty. Początkowo grał tam w młodzieżowym zespole, ale trener pierwszej drużyny Edoardo Reja powołał go na wyjazdowy mecz 31. kolejki Serie A z AS Roma. 18-latek całe spotkanie spędził w roli rezerwowego. Na sezon 2015/2016 został wypożyczony do drugoligowej Ceseny. Tam na stałe został przekwalifikowany ze stopera na środkowego pomocnika. W Serie B Kessié rozegrał 36 meczów i zdobył cztery bramki, a jego klub zająć szóstą pozycję w tabeli. Latem 2016 Iworyjczyk ustalił warunki kontraktu z Sunderlandem, ale nie dostał pozwolenia na pracę w Anglii i pozostał we Włoszech. 13 sierpnia 2016 Kessié zadebiutował w Atalancie. Zespół prowadzony przez Gian Piero Gasperiniego w III rundzie Pucharu Włoch pokonał US Cremonese 3:0, a Kessié zdobył ostatniego z goli. 21 sierpnia zawodnik z Wybrzeża Kości Słoniowej zagrał w meczu 1. kolejki Serie A. Atalanta przegrała wówczas z SS Lazio 3:4, ale Kessié w ligowym debiucie zdobył dwie bramki. 19-latek po jednym golu strzelał również w dwóch kolejnych spotkaniach ligowych. Był wówczas liderem klasyfikacji strzelców Serie A.
1 lipca 2017 został wypożyczony do Milanu na dwa lata za kwotę 8 mln euro z obowiązkiem wykupu za kwotę 24 mln euro. Kessie na początku swojego pobytu w Milanu występował z numerem 19. Numer ten był symbolem dnia jego narodzin oraz uhonorowaniem pamięci swojego zmarłego ojca. Iworyjczyk numer ten zmienił chwilę później na 79 z racji przyjścia do drużyny Leonardo Bonucciego.
1 lipca 2019 został wykupiony przez Milan za kwotę 24 mln euro.
4 lipca 2022 został zawodnikiem FC Barcelony.

## Kariera reprezentacyjna
W pierwszej reprezentacji Wybrzeża Kości Słoniowej Kessié zadebiutował mając 17 lat 6 września 2014 w meczu ze Sierra Leone w eliminacjach Pucharu Narodów Afryki. Pierwotnie w drużynie narodowej występował jako środkowy obrońca. Po transferze do Atalanty, także w reprezentacji gra jako defensywny bądź środkowy pomocnik. Kessié został powołany na Puchar Narodów Afryki 2017.

## Statystyki klubowe
(aktualne na 23 maja 2023)
| Klub               | Sezon              | Liga               | Liga  | Liga   | Puchar kraju | Puchar kraju | Europa | Europa | Inne  | Inne   | Suma  | Suma   |
| Klub               | Sezon              | Liga               | Mecze | Bramki | Mecze        | Bramki       | Mecze  | Bramki | Mecze | Bramki | Mecze | Bramki |
| ------------------ | ------------------ | ------------------ | ----- | ------ | ------------ | ------------ | ------ | ------ | ----- | ------ | ----- | ------ |
| Cesena FC (wyp.)   | 2015/2016          | Serie B            | 37    | 4      | 0            | 0            | –      | –      | 1     | 0      | 38    | 4      |
| Atalanta BC        | 2016/2017          | Serie A            | 30    | 6      | 1            | 1            | –      | –      | –     | –      | 31    | 7      |
| AC Milan           | 2017/2018          | Serie A            | 37    | 5      | 5            | 0            | 12     | 0      | –     | –      | 54    | 5      |
| AC Milan           | 2018/2019          | Serie A            | 34    | 7      | 4            | 0            | 3      | 0      | 1     | 0      | 42    | 7      |
| AC Milan           | 2019/2020          | Serie A            | 35    | 4      | 3            | 0            | –      | –      | –     | –      | 38    | 4      |
| AC Milan           | 2020/2021          | Serie A            | 37    | 13     | 2            | 0            | 11     | 1      | –     | –      | 50    | 14     |
| AC Milan           | 2021/2022          | Serie A            | 31    | 6      | 3            | 1            | 5      | 0      | –     | –      | 39    | 7      |
| AC Milan           | Ogólnie            | Ogólnie            | 174   | 35     | 17           | 1            | 31     | 1      | 1     | 0      | 223   | 39     |
| FC Barcelona       | 2022/2023          | Primera División   | 28    | 1      | 5            | 1            | 8      | 1      | 2     | 0      | 43    | 3      |
| Ogólnie w karierze | Ogólnie w karierze | Ogólnie w karierze | 269   | 46     | 22           | 3            | 39     | 2      | 4     | 0      | 334   | 53     |

## Sukcesy

### AC Milan
- Mistrzostwo Włoch: 2021/2022

### FC Barcelona
- Mistrzostwo Hiszpanii: 2022/2023
- Superpuchar Hiszpanii: 2022/2023